# Ishanou
Ishanou er en indisk film fra 1990 af Aribam Syam Sharma.

## Medvirkende
- Anoubam Kiranmala som Tampha
- Kangabam Tomba som Dhanabir
- Molly som Bembem
- Manbi
- Soraisam Dhiren